# Ivovoky
L'Ivovoky est un cours d'eau malgache, qui coule dans la région de l'Androy. C'est un affluent du fleuve Menarandra.

## Géographie
Il prend sa source à Berateka, et se jette dans le Menarandra à Tsikolaky.